# Dolmen di Sarbogadas
Il dolmen di Sarbogadas è un monumento preistorico situato in territorio di Birori, centro abitato della Sardegna centrale, da cui dista circa due chilometri. Il sito è ubicato ad un'altezza di 380 metri sul livello del mare, in un'ampia area dell'altopiano basaltico di Abbasanta, nella subregione del Marghine, ricca di testimonianze di ogni epoca, dalla preistoria fino al medioevo.
Originariamente formato da almeno sette ortostati, allo stato attuale il dolmen è costituito da quattro lastre verticali, tre delle quali sostengono il blocco di copertura e circoscrivono un vano funerario tondeggiante del diametro di circa un metro e ottanta, con ingresso a sud-est. Le lastre hanno altezza media di m 0,80, spessore di 0,22/0,35 e lunghezza di 0,40/0,93.

La tavola di copertura è uno spesso blocco di roccia basaltica lavorata, di forma trapezoidale (originariamente rettangolare) che misura 2,60 metri di lunghezza, 1,50 di larghezza e 0,60/0,72 di spessore.
Sul fianco ad ovest si segnala la presenza di due grandi lastre probabilmente facenti parte del peristalite, l'anello di contenimento del tumulo di terra che ricopriva il sepolcro, presente intorno ad alcuni dolmen.
Il monumento può essere ascritto alla cultura di Ozieri, nel neolitico recente (3500/3300-2900 a.C.) o all'inizio dell'eneolotico (2900 a.C. circa).